# 44 Montgomery
O 44 Montgomery é um arranha-céu com 43 andares de 172 m (564 ft) de altura, localizado no centro de São Francisco, Califórnia. Quando concluído, em 1967, se tornou o edifício mais alto à oeste de Dallas, posição superada pelo 555 California Street em 1969. O edifício foi, por um tempo, a sede mundial do Wells Fargo Bank. Ele foi vendido pela AT&T, em 1997, por US$ 111 milhões. O edifício contém um acesso direto com o metrô da cidade, pela Estação Montgomery Street.

## Inquilinos
- U.S. Securities and Exchange Commission
- Locke Lord
- Alfa Omega Financial System
- Armanino LLP
- Invest Northern Ireland
- Universidade Northewestern
- Signature Consultants
- Seagate Properties, Inc.
- Landrum & Brown